# Luke Romano
Luke Romano (Nelson, 16 febbraio 1986) è un rugbista a 15 neozelandese, seconda linea dei Crusaders in Super Rugby e della squadra provinciale di Canterbury nel National Provincial Championship, campione del mondo nel 2015 con gli All Blacks.
Dopo Umberto Calcinai, è il secondo italo-neozelandese a vestire la maglia degli All Blacks.

## Biografia
Nato a Nelson, prima di diventare internazionale per la Nuova Zelanda suscitò l'interesse di alcuni club italiani per via della sua idoneità a vestire la maglia azzurra (suo nonno era emigrato da Massa Lubrense).
Occupato nel ramo edile, e dedito inizialmente al cricket, giunse relativamente tardi all'affermazione come rugbista, essendo entrato a 23 anni nella provincia di Canterbury; il debutto in Super Rugby avvenne invece due anni più tardi, nel 2011, nelle file dei Crusaders.
Nel 2012 disputò il suo primo test match con la Nuova Zelanda e, sebbene i titolari nel ruolo di seconda linea fossero stabilmente Sam Whitelock e Brodie Retallick, Romano fu un rimpiazzo regolare, fino a venire convocato come terza scelta in Coppa del Mondo di rugby 2015 in Inghilterra, che gli All Blacks si aggiudicarono permettendo a Romano di laurearsi campione del mondo.

## Palmarès
- Coppe del mondo: 1
Nuova Zelanda: 2015
- Super Rugby: 3
Crusaders: 2017, 2018, 2019
- National Provincial Championship: 4
Canterbury: 2009, 2010, 2011, 2016
- Super Rugby Aotearoa: 2
Crusaders: 2020, 2021